# Journal of Laryngology & Otology
The Journal of Laryngology & Otology is een internationaal, aan collegiale toetsing onderworpen wetenschappelijk tijdschrift op het gebied van de otorinolaryngologie.
De naam wordt in literatuurverwijzingen meestal afgekort tot J. Laryngol. Otol.
Het wordt uitgegeven door Cambridge University Press en verschijnt maandelijks.
Het tijdschrift is opgericht in 1887 onder de naam The Journal of Laryngology and Rhinology. De huidige naam dateert uit 1921.